# 公立学校共済組合北陸中央病院
公立学校共済組合北陸中央病院（こうりつがっこうきょうざいくみあいほくりくちゅうおうびょういん）は、富山県小矢部市にある病院。理念は、「人間愛に基づいた医療を通じて社会に貢献します」。公立学校共済組合の組合員とその家族の為の福祉施設であるが、当院開設の際、既設の市立病院（石動厚生病院、1953年（昭和28年）9月開院、1963年（昭和38年）8月16日閉院）が閉鎖されたという経緯もあり、市民病院の役割もしている（1996年の利用者は、公立学校共済組合員の利用者は2割程度で、圧倒的多数が小矢部市民であった）。

## 沿革
出典→
- 1964年（昭和39年）
  - 4月20日 - 公立学校共済組合員とその家族のための福祉事業の一環として、全国8ブロックごとに設置した直営病院のひとつとして当病院を埴生地内に設立。内科、外科、産婦人科、耳鼻咽喉科、歯科の5診療科と放射線科、臨床検査科、健康管理科を有し許可病床は200床（うち、結核病床48床）。
  - 6月 - 教職員対象の人間ドック（2泊3日）開設
- 1966年（昭和41年） - 健康管理科増設
- 1968年（昭和43年）4月 - 女子教職員対象の婦人1日ドック開設
- 1972年（昭和47年）9月 - 人工透析センター開設
- 1976年（昭和51年）3月 - 検査棟増築
- 1977年（昭和52年）4月 - マイクロバスの運行開始
- 1981年（昭和56年）
  - 2月 - 小矢部市内休日在宅当番制発足
  - 6月 - ガンマカメラ検査開始
- 1982年（昭和57年）10月 - CT検査開始
- 1985年（昭和60年）7月 - 安産教室および糖尿病教室の開設
- 1987年（昭和62年）
  - 2月 - 富山県救急医療情報システム稼動
  - 6月 - 整形外科増設
- 1989年（平成元年）3月 - 富山県地域医療計画策定に伴い、砺波医療圏の中核病院に位置付けられる
- 1990年10月 - 外来棟増改築工事着手
- 1991年（平成3年）
  - 9月 - 小児科増設
  - 10月 - 眼科、泌尿器科増設（全12科）および特別外来皮膚科診療開始
- 1992年（平成4年）
  - 1月 - 総合病院を表示
  - 6月1日 - 救急医療告示
- 1994年（平成6年）
  - 4月1日 - 砺波地区救急輪番制に参入
  - 10月 - 医師宿舎竣工
- 1995年（平成7年）12月 - MRI検査開始
- 1996年（平成8年）12月 - 移転計画を発表
- 1999年（平成11年）12月 - 心血管撮影装置稼動
- 2000年（平成12年）5月 - 野寺地内にて新病院起工式
- 2001年（平成13年）
  - 7月 - 新病院建築工事完成
  - 9月 - 新病院落成式
  - 10月 - 新病院開院 （許可病床205床・内科、小児科、外科、整形外科、脳神経外科、産婦人科、耳鼻咽喉科、泌尿器科、眼科、皮膚科、歯科口腔外科、リハビリテーション科、放射線科、健康管理科）
- 2003年（平成15年）
  - 3月 - X線CT、16スライスにバージョンアップ
  - 9月  麻酔科増設
- 2005年（平成17年）8月 - 日本医療機能評価機構認定病院
- 2006年（平成18年）1月 - 許可病床199床に変更
- 2009年（平成21年）4月 - 院内保育室「北中にこにこ園」開園
- 2013年（平成25年）8月 - 許可病床数を193床に変更
- 2015年（平成27年）9月 - 日本医療機能評価機構認定病院に指定される
- 2016年（平成28年）
  - 2月 - 地域包括ケア病床を53床開設
  - 6月 - 産婦人科を婦人科へ標榜変更
  - 8月 - 小児科診療再開
  - 9月 - CTスキャンを更新（シーメンス社製、64スライス）
- 2017年（平成29年）
  - 10月 - 病児病後児保育室開設
- 2018年（平成30年）
  - 1月 - 整形外科スポーツ外来開設
  - 9月 - 職員駐車場完成
- 2019年（平成31年）2月 - BCP対応設備改修工事開始。2020年（令和2年）2月には改修工事の一部の引き渡しを実施

## 診療科
- 内科
- 神経内科
- 外科
- 整形外科
- 脳神経外科
- 皮膚科
- 泌尿器科
- 婦人科
- 小児科
- 眼科
- 耳鼻咽喉科
- 放射線科
- 麻酔科
- 歯科口腔外科
- リハビリテーション科

## アクセス
- 鉄道
  - あいの風とやま鉄道線石動駅より病院送迎バス。（令和6年3月29日をもって廃止）
  - あいの風とやま鉄道線石動駅より小矢部市営バス(有料)で約12分。
- 車
  - 北陸自動車道小矢部ICより車で約10分
  - 能越自動車道小矢部東ICより車で約5分

小矢部市民はオンデマンド交通「チョイソコおやべ」の利用が可能。

## 関連施設
- 公立学校共済組合関東中央病院
- 公立学校共済組合東海中央病院
- 公立学校共済組合東北中央病院
- 公立学校共済組合近畿中央病院
- 公立学校共済組合中国中央病院
- 公立学校共済組合四国中央病院
- 公立学校共済組合九州中央病院